# Salicas
Salicas es una localidad del departamento San Blas de los Sauces, provincia de La Rioja, Argentina.

## Características de la localidad
Conforma una unidad con la contigua localidad de San Blas, con la cual forman la cabecera del departamento. En Salicas se encuentran las áreas administrativas y de gestión.
Según una investigación realizada por jóvenes alumnos del departamento, la palabra Salicas deriva del nombre de un cacique de la región.
Se accede a través de la Ruta Nacional 40.
Cuenta con una escuela de nivel inicial ubicada en la zona rural y un centro de salud.
En la localidad existen algunos establecimientos que brindan servicios básicos de alojamiento y gastronomía.

## Población
Está incluida dentro del aglomerado Salicas - San Blas que cuenta con una población de 1130 habitantes (Indec, 2010). Este valor muestra un crecimiento prácticamente neutro de la población, comparado con los 1090 habitantes que el conglomerado tenía en el año 2001.

## Puntos de interés turístico
En Salicas existe una pequeña capilla u oratorio construido para preservar una antigua imagen de San Blas, que por su poco tamaño, alrededor de 30 cm de altura, es conocida popularmente como "San Blasito" o "Blascito". Esta imagen del siglo XVII fue venerada en el templo de San Blas de los Sauces durante décadas y luego fue reemplazada por una de mayor tamaño.
A poca distancia de la localidad, existe una gran formación de arenisca que surge directamente del terreno plano del valle y a la que la erosión ha dado la forma de un transatlántico, por lo que localmente se la conoce como "El Barco".

## Sismicidad
La sismicidad de la región de La Rioja es frecuente y de intensidad baja, y un silencio sísmico de terremotos medios a graves cada 30 años en áreas aleatorias.